# ユーロテール

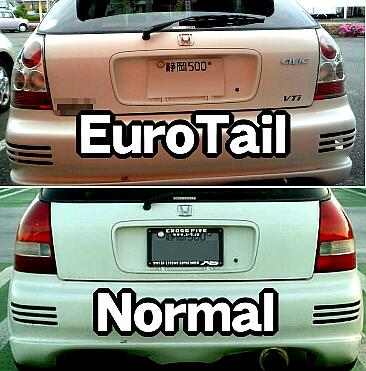
ホンダ・シビックでの装着例（上段がユーロテール、下段がノーマル）

ユーロテール (EURO-TAIL) はテールランプの一種。円形もしくは類似する着色レンズを並べた各指示灯を無色透明のカバー内に収めたデザインが特徴である。

## 概要

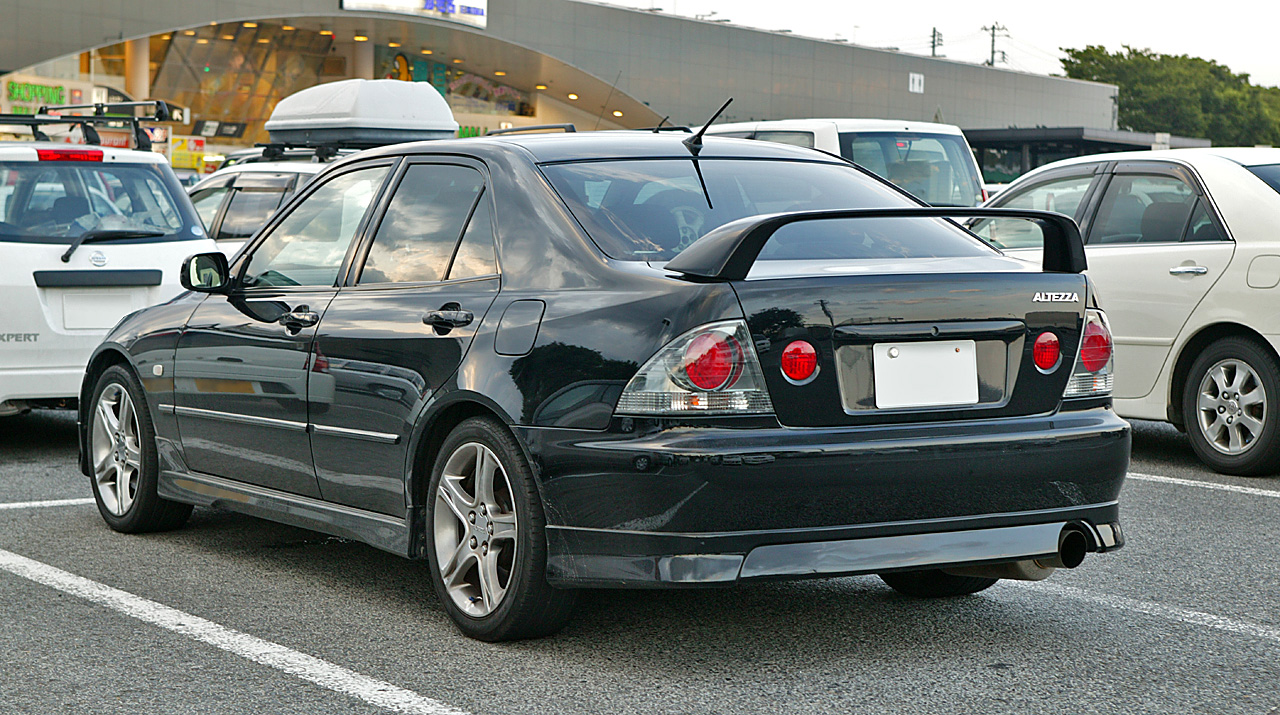
トヨタ・アルテッツァのユーロテール

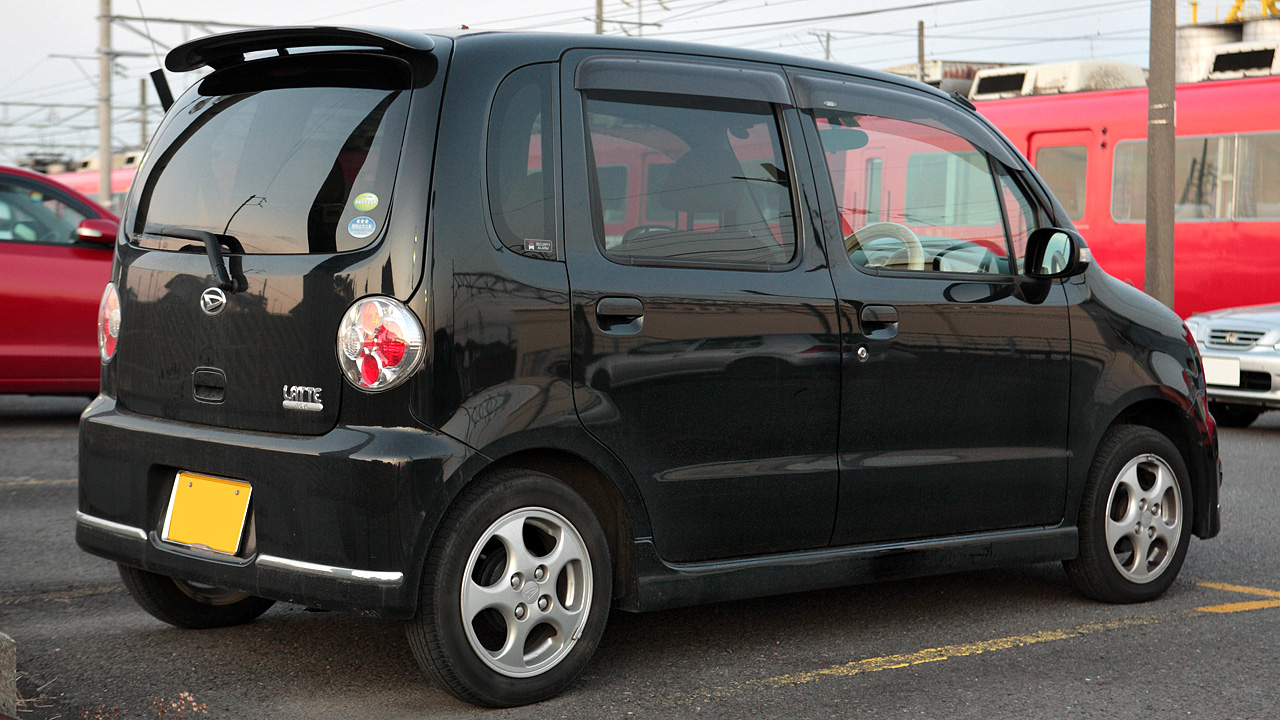
純正でユーロテールが採用された例：ダイハツ・ムーヴラテ｢COOL｣

車の外観改造において、純正のテールランプをアフターパーツメーカー製の独自デザインのユーロテールに変更する場合が多いが、トヨタ・アルテッツァ、ダイハツ・ムーヴラテ｢COOL｣など同様のデザインが純正で採用されているものもある。輸入車での純正採用車種は、BMW E46系の3シリーズ（316ti、318ti）、ヒュンダイ・クーペGK系後期などがある。
レンズが収まっているパネル部は、基本的にクロームメッキやブラックとなっている。また、光源にはバルブ（電球）のほかにLEDを採用したものもある。
アフターパーツとして装着する場合、車両のリアビューを大きく変えることからドレスアップ効果の高いパーツとして知られる。また、その効果を重要視するスポーツコンパクトをはじめとした車両に多く見られるカスタム手法であり、スポコンブームの到来により流行を見せた。
アメリカ市場では、最新型輸入車に多いデザインをあらゆる年式、メーカーの車に取り入れるための製品として定番化している。

## 語源
語源は明確ではないが、アジア系部品メーカーが販売した製品にユーロテールという記載があったことに端を発する説と、米国のカスタムカー文化においてヨーロッパや日本からの輸入車をユーロ系と称することからという説がある。

## 類似する物
- ヘッドライトを小型ランプを並べたデザインに変更する製品はユーロヘッドライトと呼ばれる。
- レンズを透明素材で造った物はユーロテールではなく、クリアテールもしくはホワイトテールと呼ばれる。

## 注意点
アフターマーケットパーツの場合、その全てが日本国内向けに生産されているわけではない。明るさが足りない、反射材が入っていない、無着色の電球を使用した際のターンランプの色が赤である（緑色の電球を使用することで橙色光となって適合）などの理由で保安基準に不適合なものも多く、そのまま装着して公道を走行すると整備不良として検挙される可能性もある。公道走行に供する車両に装着する際には状態を確認し、場合によっては加工や調整を行った上で装着する必要がある。
保安基準適合品とうたっていない製品のほとんどは、ショーカーなどのイベント用、あるいは公道走行不可のドレスアップ用品として流通している。
製品によっては、日本車の輸出仕様車用（その多くはアメリカ合衆国仕様、USDM）のアフターマーケット品であるので、日本仕様には必要のないサイドマーカーなどが付随していることもある。
それを逆手にとり、サイドマーカーを付けることでUSDMとする場合もある。
また、表面レンズとランプボディの溶着やシールが甘く、レンズ内が結露などにより曇る、雨水が溜まるなどの粗悪な製品もある。日常的に使用する場合は、車両に装着する前に分解して密閉措置をとるなど防水対策が必要である。
防水対策を怠ったことでショートにより電気系統にダメージを与えることも考えられる。